# Czerwena skała
Czerwena skała (bułg. Червена скала) – wieś w Bułgarii, w obwodzie Kyrdżali, w gminie Ardino. Według danych szacunkowych Ujednoliconego Systemu Ewidencji Ludności oraz Usług Administracyjnych dla Ludności, 15 czerwca 2020 roku miejscowość liczyła 101 mieszkańców.